# Kodex 3: Wyrok
Kodex 3 – album polskiej grupy producenckiej White House. Wydawnictwo podobnie jak jego pierwsza i druga część pokazuje polskich raperów, ale także młode składy, które dopiero zaczynają działalność. Nowością w stosunku do poprzednich płyt jest większa niż poprzednio obecność wokalistów związanych z innymi niż hip-hop nurtami takimi, jak R&B, czy Reggae. Po kilkukrotnym przekładaniu terminu premiera miała miejsce 12 października 2007. Nagrania dotarły do 7. miejsca listy OLiS.  

## Lista utworów
1. VA – Intro – 01:09
2. Donguralesko & Fokus – Wyrok – 03:04
3. Tede & Verte – Teoria fikcji – 04:07
4. Ten Typ Mes & Pyskaty – Kciuk w dół – 04:21
5. O.S.T.R. & Głowa – Deszcz meteorytów – 03:56
6. Grubson & Junior Stress – Siła-z-pokoju – 04:13
7. Trzeci Wymiar & K.A.S.T.A. – Przygotuj się na sztorm – 04:23
8. Sokół – Oni mogliby – 04:08
9. Lilu & Ras Luta – Tak i nie – 03:44
10. PIH – Rosyjska ruletka – 04:06
11. Płomień 81 – Z  miejsca, gdzie... – 03:15
12. Peja, Glon, Gandzior, Kaczor – Czwórka – 05:18
13. Młodziak, Czupryna, Kamyk – Moja droga – 04:21
14. Bez Cenzury – Gwóźdź programu – 03:22
15. VA – Outro – 00:47